# باوميا أكيوتا
باوميا أكيوتا (بالإنجليزية: Baumea acuta) هي نبات معمر مزهر ينتمي إلى فصيلة السعدية، وهو موطنه الأصلي أستراليا الغربية، حيث ينمو في المناطق الرطبة وقرب المجاري المائية.

## الوصف
تنمو نبتة باوميا أكيوتا على شكل أعشاب معمرة كثيفة ذات سيقان قائمة، وتُنتج أزهارًا بنية اللون خلال موسم الإزهار الذي يمتد من شهر أغسطس حتى نوفمبر.

## البيئة والانتشار
تتواجد هذه النبتة عادة في التربة الرملية الرطبة، والمستنقعات، وعلى ضفاف الأنهار والجداول في المناطق الساحلية من جنوب غرب أستراليا. وهي تُعد من النباتات المحلية المهمة في أنظمة الأراضي الرطبة، إذ تسهم في تثبيت التربة وتوفير الموائل للأنواع الأخرى.

## وصلات خارجية
- قاعدة بيانات FloraBase – باوميا أكيوتا
- Australian National Botanic Gardens – نباتات أستراليا